# My Favorite Songwriter: Porter Wagoner
My Favorite Songwriter: Porter Wagoner è il decimo album in studio della cantante statunitense Dolly Parton, pubblicato il 2 ottobre 1972. Il disco contiene cover di brani scritti dal cantautore country Porter Wagoner.

## Tracce
Testi e musiche di Porter Wagoner.
1. Lonely Comin' Down – 3:10
2. Do You Hear The Robins Sing – 2:27
3. What Ain't to Be, Just Might Happen – 2:22
4. The Bird That Never Flew – 3:13
5. Comes and Goes – 3:15
6. Washday Blues – 2:04
7. When I Sing for Him – 2:58
8. He Left Me Love – 2:57
9. Oh, He's Everywhere – 3:01
10. Still On Your Mind – 2:41